# Estação Tchkalovskaia (metro de Moscovo)
Tchkalovskaia (em russo:  Чкаловская) é uma das estações da linha Liublinsko-Dmitrovskaia (Linha 10) do Metro de Moscovo, na Rússia. Estação «Tchkalovskaia» está localizada entre as estações «Rimskaia» e «Sretenskii Bulhvar».